# Alfons Labisch
Alfons Labisch (* 20. Oktober 1946 in Jever) ist ein deutscher Historiker, Soziologe, Mediziner und emeritierter Professor für Medizingeschichte.

## Leben
Alfons Labisch studierte Geschichte, Sozialwissenschaften, Philosophie, Latein und Medizin an der RWTH Aachen und an der Universität zu Köln. Nach der Promotion zum Dr. phil. im Fach Alte Geschichte in Aachen 1974 schloss er das Soziologiestudium mit dem Magister Artium sowie das Medizinstudium mit der Approbation ab und promovierte 1982 in Aachen zum Dr. med. Bereits im Jahr 1979 wurde Labisch zum Universitäts-Professor für Gesundheitspolitik und Medizinsoziologie der Universität-Gesamthochschule Kassel berufen, wo er sich im Jahr 1990 für Neuere und Neueste Geschichte habilitierte. Im Jahr 1990 erhielt Labisch den Ruf auf den Lehrstuhl für Geschichte der Medizin der Heinrich-Heine-Universität Düsseldorf und trat 1991 seinen Dienst an. Seit 1993 ist er darüber hinaus Zweitmitglied der Philosophischen Fakultät und positionierte die Düsseldorfer Medizingeschichte als interdisziplinäres Bindeglied zwischen medizinischer und philosophischer Fakultät.
1997 wurde er als erster Kontinentaleuropäer zum Präsidenten der Society for the Social History of Medicine in London gewählt. Von 1997 bis 2000 war er Vorsitzender der Deutschen Gesellschaft für Geschichte der Medizin, Naturwissenschaft und Technik e. V. Im Jahr 2004 wurde Labisch zum Mitglied der Deutschen Akademie der Naturforscher Leopoldina gewählt und war 2010–2015 Obmann der Sektion 23 Medizin und Wissenschaftsgeschichte sowie 2011–2015 stellvertretender Sprecher der Klasse IV Geistes-, Sozial- und Verhaltenswissenschaften.
1998 bis 2002 war Labisch Prodekan, 2002 bis 2003 Dekan der Medizinischen Fakultät. In dieser Zeit wurde die neue Approbationsordnung für Ärzte eingeführt, verbunden mit einer Reform des Medizinstudiums. In den Jahren 2003 bis 2008 bekleidete Labisch das Amt des Rektors der Heinrich-Heine-Universität Düsseldorf (HHU). In seine Amtszeit fiel die Verselbstständigung der Universität als Körperschaft des öffentlichen Rechts im Rahmen des 2007 in NRW in Kraft getretenen Hochschulfreiheitsgesetzes. Im Rahmen seiner hochschulpolitischen Tätigkeit war Labisch 2005 bis 2008 Mitglied im Kuratorium der Universität Leipzig und 2006 bis 2010 Senator der Wissenschaftsgemeinschaft Leibniz. Ferner war er 2005–2013 Mitglied im Aufsichtsrat des Forschungszentrums Jülich. Im Februar 2015 wurde er als Universitäts-Professor entpflichtet und hat seinen Lehrstuhl bis zum Jahreswechsel kommissarisch vertreten. Seitdem amtiert er im Universitätsklinikum Düsseldorf als Kuratoriumsvorsitzender, seit 2021 als Vorsitzender der Hiller-Stiftung Rheumatologie, die in Kooperation von Medizinischer Fakultät und Universitätsklinikum am 9. Januar 2015 das Hiller-Forschungszentrum Rheumatologie gegründet hat.
Labisch setzte sich für die Zusammenarbeit mit Tschechien ein und erhielt 2009 die „Goldene Medaille“ der Karls-Universität Prag. Intensiv engagierte er sich für die Kooperationen mit japanischen und chinesischen Partneruniversitäten der HHU und erhielt 2009 für seinen „großen Einsatz zur Förderung der deutsch-japanischen Beziehungen“ den „Orden der aufgehenden Sonne mit Stern, goldenen und silbernen Strahlen“. Er war seit 2004 maßgeblich an der Gründung des Konfuzius-Instituts in Düsseldorf beteiligt und stand von 2006 bis 2020 dem Trägerverein des chinesischen Kulturinstituts vor. 2007 wurde er Overseas-Member, 2009 Senior Consultant und 2011 Honorary Member des Council of the Confucius Institute Headquarters, Hanban Beijing (VR China). Als Historiker kooperiert er insbesondere mit dem 2014 in Peking gegründeten Institute for Global History der Beijing Foreign Studies University und der 2016 ebendort gegründeten School for History der Beijing Foreign Studies University. Die Beijing Foreign Studies University ernannte Alfons Labisch im Dezember 2016 zu ihrem Ehrenprofessor. Seit 2019 ist er ebendort als distinguished professor mit dem Schwerpunkt Wissensaustausch zwischen China und Europa tätig.
In Deutschland hatte sich Alfons Labisch seit 2008 für die 2012 erfolgte Gründung eines Tagungs- und Studienzentrums der Leopoldina, der Nationalen Akademie der Wissenschaften eingesetzt.  Als Sprecher von Vorstand und Beirat hat er diese inzwischen zum „Leopoldina-Zentrum für Wissenschaftsforschung“ umbenannte Einrichtung bis 2019 begleitet.

## Forschungsschwerpunkte
Labisch veröffentlichte zahlreiche Arbeiten zur Sozialgeschichte der Medizin einschließlich deren Theorien, Konzepte und Methoden, in Sonderheit zur Sozialgeschichte des öffentlichen Gesundheits- und Krankenhauswesens. Weitere Forschungsschwerpunkte betreffen langfristige Entwicklungen des Wechselverhältnisses von Gesundheit, Medizin und Gesellschaft, etwa am Beispiel der Malariaforschung, einschließlich der historischen und aktuellen Bedingungen medizinischen Denkens und ärztlichen Handelns. Seit einigen Jahren beschäftigt sich Labisch mit Wissenstransfer zwischen Europa und Ostasien in langfristiger Perspektive. Seit 2020 arbeitet Labisch mit Heiner Fangerau an einer globalen Seuchengeschichte.

## Schriften (Auswahl)
Autor
- mit Florian Tennstedt: Der Weg zum „Gesetz über die Vereinheitlichung des Gesundheitswesens“ vom 3. Juli 1934. Entwicklungslinien und Entwicklungsmomente des staatlichen und kommunalen Gesundheitswesens in Deutschland (= Schriftenreihe der Akademie für öffentliches Gesundheitswesen. Bd. 13, 1.2). 2 Teilbände, Düsseldorf 1985.
- mit Florian Tennstedt: Gesundheitsamt oder Amt für Volksgesundheit? Zur Entwicklung des öffentlichen Gesundheitsdienstes seit 1933. In: Norbert Frei (Hrsg.): Medizin und Gesundheitspolitik in der NS-Zeit. R. Oldenbourg Verlag, München 1991 (= Schriften der Vierteljahrshefte für Zeitgeschichte. Sondernummer), ISBN 3-486-64534-X, S. 35–66.
- Homo Hygienicus. Gesundheit und Medizin in der Neuzeit. Frankfurt a. M. 1992, ISBN 3-593-34528-5.
- Die säkularen Umbrüche der Lebens- und Wissenschaftswelten und die Medizin – Ärztliches Handeln im 21. Jahrhundert. In: Jörg Vögele (Hrsg.): Retrospektiven – Perspektiven. Das Institut für Geschichte der Medizin der Heinrich-Heine-Universität Düsseldorf 1991 bis 2011. Düsseldorf 2013, ISBN 978-3-943460-24-7, S. 363–378 [Nachdruck; ebenso je drei perspektivische Aufsätze zum Fach Medizingeschichte und zu Universitäten].
- mit Heiner Fangerau: Pest und Corona. Pandemien in Geschichte, Gegenwart und Zukunft. München 2020, ISBN 978-3-451-82167-7.
- mit Heiner Fangerau: History of Pandemics. A bibliographical essay on secondary sources in German. In: S. P. Weldon, N. Sankaran (Hrsg.): Pandemics Essays. Norman, OK 2021.

Herausgeber
- mit Reinhard Spree: Medizinische Deutungsmacht im sozialen Wandel des 19. und frühen 20. Jahrhunderts. Bonn 1989, ISBN 3-88414-103-1.
- mit Reinhard Spree: „Einen jedem Kranken in einem Hospitale sein eigenes Bett.“ Zur Sozialgeschichte des Allgemeinen Krankenhauses in Deutschland im 19. Jahrhundert. Frankfurt am Main/New York 1996, ISBN 3-593-35396-2.
- mit Reinhard Spree: Krankenhaus-Report 19. Jahrhundert. Krankenhausträger, Krankenhausfinanzierung, Krankenhauspatienten. Frankfurt a. M. 2001, ISBN 3-593-36927-3.
- mit Norbert Paul: Historizität. Erfahrung und Handeln, Geschichte und Medizin. Stuttgart 2003, ISBN 3-515-08507-6.
- mit Cord Eberspächer und Xuetao Li: Wissensaustausch und Modernisierungsprozesse zwischen Europa, Japan und China (= Acta historica Leopoldina. Bd. 69). Stuttgart 2018, ISBN 978-3-8047-3706-8.